# Brateș
Brateș is een Roemeense gemeente in het district Covasna.
Brateș telt 1524 inwoners.